# Yannik Valenti
Yannik Valenti (* 24. September 2000 in Bad Tölz) ist ein deutscher Eishockeyspieler, der seit April 2023 bei den Kassel Huskies aus der DEL2 unter Vertrag steht und dort auf der Position des rechten Flügelstürmers spielt. Zuvor war Valenti unter anderem für die Adler Mannheim und Straubing Tigers in der Deutschen Eishockey Liga (DEL) aktiv.

## Karriere

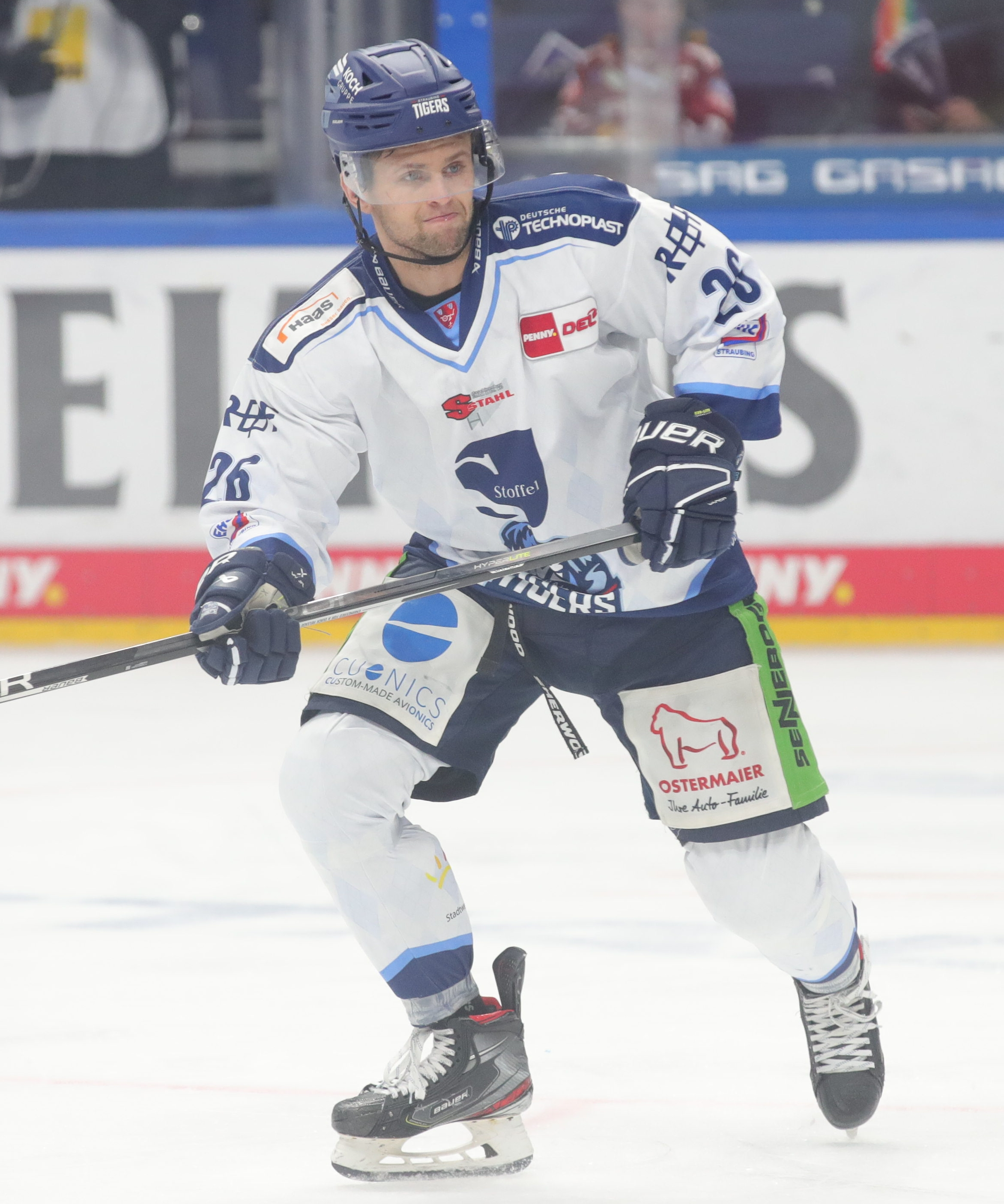
Valenti im Trikot der Straubing Tigers (2022)

Valenti verbrachte seine Juniorenzeit bei den Junioren der Kassel Huskies. Dort spielte der Stürmer bis zum November 2015 in der Schüler- und Jugend-Bundesliga sowie in der Division 2 der Deutschen Nachwuchsliga (DNL). Insbesondere in der DNL2 überzeugte der 15-Jährige derart in der Kasseler U19-Mannschaft, dass er während der Spielzeit in das Nachwuchsleistungszentrum der Adler Mannheim wechselte und fortan für Jungadler auflief. Mit den Mannheimer Junioren gewann Valenti zwischen 2017 und 2019 dreimal in Folge die Meisterschaft der DNL. Zudem kam er im Verlauf der Saison 2017/18 zu seinem Profidebüt und absolvierte neben vier Spielen für die Adler in der Deutschen Eishockey Liga (DEL) auch drei Partien für seinen Ausbildungsverein aus Kassel in der DEL2.
Nachdem der Flügelstürmer bereits im Sommer 2017 im CHL Import Draft von den Vancouver Giants ausgewählt worden war, bestritt er die Spielzeit 2018/19 für das Franchise in der kanadischen Juniorenliga Western Hockey League (WHL). Obwohl er mit dem Team die Finalserie der Playoffs erreicht hatte, kehrte Valenti bereits nach einem Jahr nach Deutschland, da er im Frühjahr 2018 einen Vierjahresvertrag in Mannheim unterzeichnet hatte. Dieser trat schließlich ab dem Sommer 2019 in Kraft. Ausgestattet mit einer Förderlizenz kam das Nachwuchstalent in den folgenden beiden Spielzeiten hauptsächlich bei Mannheims DEL2-Kooperationspartner Heilbronner Falken zum Einsatz. Dort sammelte er in 37 Saisoneinsätzen insgesamt 42 Scorerpunkte, während er parallel auch bei den Adler Mannheim eingesetzt wurde. In der DEL2 erhielt er am Ende des Spieljahres folglich die Auszeichnung zum Rookie des Jahres. Dennoch gelang Valenti in der Saison 2020/21 der dauerhafte Sprung in den DEL-Kader Mannheims nicht. Er wechselte daraufhin im Mai 2021 zum DEL-Ligarivalen Straubing Tigers. Bei den Tigers und deren DEL2-Partner EV Landshut verbrachte der Offensivspieler die letzten beiden Jahre seiner Vertrags. Zwar wurde er in Straubing häufiger eingesetzt als in Mannheim, das Arbeitspapier wurde jedoch nicht über das Saisonende 2022/23 hinaus verlängert.
Im April 2023 schloss sich der Stürmer seinem Heimatklub Kassel Huskies an, mit dem er die Hauptrunde der Saison 2023/24 als Tabellenerster abschloss. Valenti selbst schloss die Hauptrunde mit einer persönlichen Bestleistung von 48 Punkten unter den zehn besten Scorern der Liga und als punktbester deutscher Spieler ab. Bereits im Dezember 2023 war sein Vertrag vorzeitig um ein Jahr bis zum Sommer 2025 verlängert worden.

### International
Auf internationaler Ebene kam Valenti ab der Spielzeit 2015/16 für die Juniorennationalmannschaften des Deutschen Eishockey-Bundes zu Einsätzen. In der Folge absolvierte er mit der deutschen U18-Auswahl die U18-Junioren-Weltmeisterschaft der Division IA 2017, bei er allerdings nur eine untergeordnete Rolle im Kader einnahm. Nur ein Jahr später nahm der Stürmer erneut an der U18-Junioren-Weltmeisterschaft der Division IA teil, bei der er mit fünf eigenen Treffern nicht nur bester Torschütze war, sondern auch als bester Stürmer des Turniers ausgezeichnet wurde. Danach spielte Valenti mit dem deutschen U20-Nationalteam bei der U20-Junioren-Weltmeisterschaft der Division IA 2019, als der Mannschaft der Aufstieg in die Top-Division gelang. Einen weiteren Auftritt mit der U20-Auswahl absolvierte der Angreifer bei der U20-Junioren-Weltmeisterschaft 2020.

## Erfolge und Auszeichnungen
- 2016 DNL-Meister mit den Jungadler Mannheim
- 2017 DNL-Meister mit den Jungadler Mannheim
- 2018 DNL-Meister mit den Jungadler Mannheim
- 2020 DEL2-Rookie des Jahres

### International
- 2018 Bester Stürmer der U18-Junioren-Weltmeisterschaft der Division IA
- 2018 Bester Torschütze der U18-Junioren-Weltmeisterschaft der Division IA
- 2019 Aufstieg in die Top-Division bei der U20-Junioren-Weltmeisterschaft der Division IA

## Karrierestatistik
Stand: Ende der Saison 2024/25

### International
Vertrat Deutschland bei:
- U18-Junioren-Weltmeisterschaft der Division IA 2017
- U18-Junioren-Weltmeisterschaft der Division IA 2018
- U20-Junioren-Weltmeisterschaft der Division IA 2019
- U20-Junioren-Weltmeisterschaft 2020

(Legende zur Spielerstatistik: Sp oder GP = absolvierte Spiele; T oder G = erzielte Tore; V oder A = erzielte Assists; Pkt oder Pts = erzielte Scorerpunkte; SM oder PIM = erhaltene Strafminuten; +/− = Plus/Minus-Bilanz; PP = erzielte Überzahltore; SH = erzielte Unterzahltore; GW = erzielte Siegtore; 1 Play-downs/Relegation; Kursiv: Statistik nicht vollständig)

## Familie
Yannik Valentis Vater Sven war ebenfalls professioneller Eishockeyspieler und absolvierte über 400 Spiele in der Deutschen Eishockey Liga (DEL), wo er hauptsächlich für die Kassel Huskies aktiv war. Für die Huskies bestritt er auch den Großteil seiner über 500 Zweitliga-Einsätze. Nach seinem Karriereende begann er als Jugendtrainer zu arbeiten. Sven Valentis Schwester – und damit Yannik Valentis Tante – Maren Valenti war ebenfalls Eishockeyspielerin. Zwischen 1990 und 2002 nahm sie mit der deutschen Nationalmannschaft der Frauen an fünf Weltmeisterschaftsturnieren sowie den Olympischen Winterspielen 2002 im US-amerikanischen Salt Lake City teil. Im Jahr 2009 wurde sie in die Hockey Hall of Fame Deutschland aufgenommen.